# Anemplocia flammifera
Anemplocia flammifera är en fjärilsart som beskrevs av W. Warren 1905. Anemplocia flammifera ingår i släktet Anemplocia och familjen mätare. Inga underarter finns listade i Catalogue of Life.